# Lista albańskich filmów
Lista albańskich filmów

## Historia
W oficjalnej historii filmu albańskiego za pionierów kinematografii uchodzą bracia Manaki (Milton i Janaki), realizujący w 1908 filmy na ziemiach albańskich. W 1912 Austriak Josef Stauber wynajął w Szkodrze dom, w którym 1 września 1912 odbył się pierwszy na ziemiach albańskich pokaz filmowy. Podobne projekcje organizował w 1912 Kolë Idromeno. Kino Staubera działało do wiosny 1914, nosiło nazwę Theater-Elektrik (Elektrische Teater) i każdego dnia organizowało 2–3 projekcje. Widzami na projekcjach byli zarówno mieszkańcy miasta, jak też marynarze z obcych okrętów stacjonujących w Szkodrze (w tym czasie miasto pozostawało pod kontrolą sił międzynarodowych). Podobne kina uruchamiały w czasie I wojny światowej wojska stacjonujące na terenie Albanii – austro-węgierskie, włoskie i francuskie. W Szkodrze działało kino „Lovcen”, zaś w Tiranie – „Feldkino”.
W latach 1912–1914 podjęto też kilka prób kręcenia filmów dokumentalnych na terenie Albanii. Realizowali je Włosi (Aquilla) i Austriacy (Sascha Film Fabrik). W 1920 uruchomiono kinoteatr Përparimi we Wlorze, a następnie kina stałe w Tiranie, Szkodrze i w Beracie. Większe zainteresowanie Albanią przyniósł okres międzywojenny, zwłaszcza okres rządów króla Zoga I. Uroczystości oficjalne filmowała amerykańska wytwórnia Fox Movietone News. Pod koniec lat 30. XX w. działało na terenie Albanii 18 kin –- najpopularniejszymi było „Cinema moderne” w Korczy i „Nacional” w Tiranie. Filmy zagraniczne docierały do Albanii poprzez firmę dystrybucyjną „Shqiptaro film” – tygodniowo w kinach albańskich prezentowano 9 filmów fabularnych. W czasie okupacji włoskiej (1939–1943) jedyną firmą zajmującą się produkcją filmów dokumentalnych i dystrybucją włoskich filmów fabularnych była Tomorri Film.
Realizacja filmów fabularnych stała się możliwa dopiero od 10 lipca 1952 r., kiedy powstało Studio Filmowe Nowa Albania (Kinostudio Shqipëria e Re). Rok później, we współpracy z radzieckim Mosfilmem zrealizowano pierwszy film fabularny „Skanderbeg”. Z czasem w Nowej Albanii Albańczycy realizowali filmy samodzielnie, a ich liczba stopniowo rosła – w 1984 zrealizowano 18 filmów fabularnych. Dominowały filmy typowe dla kultury socrealizmu, z wyraźnym przesłaniem ideologicznym, a także filmy odwołujące się do doświadczeń II wojny światowej. Ważnym nurtem albańskiej kinematografii były w tym okresie filmy, skierowane do widowni dziecięcej i młodzieżowej. W 1982 działało na terenie Albanii ponad 100 sal kinowych.
W 1991 r. nastąpił trwały kryzys kina albańskiego. Nowa Albania przyjęła nazwę Albafilm Studio, a następnie została podzielona na kilka odrębnych studiów. Nieliczne filmy powstawały głównie w koprodukcji z partnerami z Francji, Niemiec czy Szwajcarii. Największym sukcesem kina albańskiego była „Nagroda Młodych”, którą na festiwalu w Cannes otrzymał film Gjergja Xhuvaniego Hasła.

## Okres 1953–1960
- 1953: Skënderbeu
- 1957: Fëmijet e saj
- 1958: Tana
- 1959: Furtuna

## Okres 1961–1970
- 1961: Debatik
- 1963: Detyrë e posaçme
- 1964: Toka jonë
- 1965: Vitet e para
- 1966: Komisari i dritës
- 1966: Oshëtime në bregdet
- 1967: Duel i heshtur
- 1967: Ngadhjenim mbi vdekjen
- 1968: Estrada në ekran
- 1968: Horizonte të hapura
- 1968: Prita
- 1969: Njësiti gueril
- 1969: Përse bie kjo daulle
- 1969: Plagë të vjetra
- 1970: Guximtarët
- 1970: Gjurma
- 1970: I teti në bronz
- 1970: Lugina e pushkatarëve
- 1972: Mesim për Lindën
- 1970: Montatorja

## Okres 1971–1980
- 1971: A, b, c, zh
- 1971: Kur zbardhi një ditë
- 1971: Malet me blerim mbuluar
- 1971: Mëngjeze lufte
- 1972: Kapedani
- 1972: Kryengritje në pallat
- 1972: Ndërgjegja
- 1972: Odisea e tifozave
- 1973: Yjet e netëve të gjata
- 1973: Brazdat
- 1973: Krevati i perandorit
- 1973: Mimoza llastica
- 1973: Operacioni „Zjarri”
- 1974: Cuca e maleve
- 1974: Duke kërkuar 5-oreshin
- 1974: Qyteti më i ri në botë
- 1974: Rrugë të bardha
- 1974: Shpërthimi
- 1974: Shtigje lufte
- 1975: Beni ecën vetë
- 1975: Çifti i lumtur
- 1975: Kur hiqen maskat
- 1975: Lumë drite
- 1975: Ne fillim të verës
- 1975: Zani partizani
- 1975: Rrugicat që kërkonin diell
- 1975: Udhëtim në pranverë
- 1976: Dimri i fundit
- 1976: Fijet qe priten
- 1976: Gjenerali i ushtrisë së vdekur
- 1976: Ilegalët
- 1976: Korrieret
- 1976: Lulekuqet mbi mure
- 1976: Përballimi
- 1976: Pylli i lirisë
- 1976: Tinguj lufte
- 1976: Tokë e përgjakur
- 1976: Thirrja
- 1976: Zonja nga qyteti
- 1977: Ata ishin katër
- 1977: Cirku në fshat
- 1977: Flamur në dallge
- 1977: Gunat mbi tela
- 1977: Monumenti
- 1977: Njeriu me top
- 1977: Një udhëtim i vështire
- 1977: Streha e re
- 1977: Shembja e idhujve
- 1977: Tomka dhe shokët e tij
- 1977: Zemrat që nuk plaken
- 1978: Dollia e dasmës sime
- 1978: E fshehta e nje nate
- 1978: Gjeneral gramafoni
- 1978: Gjushi partizan
- 1978: Koncert në vitin '36
- 1978: Kur hidheshin themelet
- 1978: Në pyjet me borë ka jetë
- 1978: Nga mesi i errësirës
- 1978: Nusja dhe shtetrrethimi
- 1978: Pas gjurmëve
- 1978: Pranverë në Gjirokastër
- 1978: Udha e shkronjave
- 1978: Vajzat me kordele të kuqe
- 1978: Yjet mbi Drin
- 1979: Ballë për ballë
- 1979: Balonat
- 1979: Ditet qe sollen pranveren
- 1979: Dorina
- 1979: Emblema e dikurshme
- 1979: Këshilltarët
- 1979: Liri a vdekje
- 1979: Me hapin e shokëve
- 1979: Mësonjëtorja
- 1979: Mysafiri
- 1979: Ne vinim nga lufta
- 1979: Në shtëpinë tonë
- 1979: Nje nate nentori
- 1979: Përtej mureve të gurta
- 1979: Radiostacioni
- 1979: Shtërngata ne mal
- 1980: Dëshmorët e monumentëve
- 1980: Gëzhoja e vjetër
- 1980: Goditja
- 1980: Intendenti
- 1980: Karnavalet
- 1980: Mengjeze te reja
- 1980: Në ç'do stinë
- 1980: Nusja
- 1980: Një general kapet rob
- 1980: Një ndodhi në port
- 1980: Plumba Perandorit
- 1980: Shoqja nga fshati
- 1980: Partizani i vogël Velo
- 1980: Pas vdekjes
- 1980: Skëterrë '43
- 1980: Vëllezër dhe shokë

## Okres 1981–1990
- 1981: Dita e parë e emërimit
- 1981: Gjurmë në kaltërsi
- 1981: Kërcënimi
- 1981: Kur po xhirohej një film
- 1981: Në kufi të dy legjendave
- 1981: Në prag të lirisë
- 1981: Një natë pa dritë
- 1981: Plaku dhe hasmi
- 1981: Qortimet e vjeshtës
- 1981: Si gjithë te tjerët
- 1981: Shoku ynë Tili
- 1981: Shtepia jone e përbasket
- 1981: Thesari
- 1982: Besa e kuqe
- 1982: Era e ngrohtë e thellësive
- 1982: Flaka e maleve
- 1982: Në ditet e pushimeve
- 1982: Nëntori i dytë
- 1982: Njeriu i mirë
- 1982: Një vonesë e vogël
- 1982: Rruga e lirisë
- 1982: Shokët
- 1983: Apasionata
- 1983: Dora e ngrohtë
- 1983: Dritat e qytezës
- 1983: Fraktura
- 1983: Fundi i një hakmarrjeje
- 1983: Gracka
- 1983: Kohë e largët
- 1983: Një emër midis njerëzve
- 1983: Zambaket e bardhë
- 1984: Duaje emrin tend
- 1984: Enderr per një karrige
- 1984: Fejesa e Blertës
- 1984: Fushë e blertë, fushë e kuqe
- 1984: Gjurmë në dëborë
- 1984: Koha nuk pret
- 1984: Kush vdes ne kembë
- 1984: Lundrimi i parë
- 1984: Militanti
- 1984: Nata e pare e lirise
- 1984: Nxënësit e klasës sime
- 1984: I paharruari
- 1984: Shirat e vjeshtës
- 1984: Taulanti kërkon një motër
- 1984: Vendimi
- 1985: Asgjë nuk harrohet
- 1985: Dasma e shtyrë
- 1985: Enveri ynë
- 1985: Gurët e shtepisë sime
- 1985: Hije që mbetën pas
- 1985: Melodi e pandërprerë
- 1985: Mondi dhe Diana
- 1985: Në prag të jetës
- 1985: Pranverë e hidhur
- 1985: Të mos heshtësh
- 1985: Te paftuarit
- 1985: Tre njerëz me guna
- 1985: Ura pranë kështjëlles
- 1985: Vjeshtë e nxehtë e 41-së
- 1986: Bardhësi
- 1986: Dasëm e çuditshme
- 1986: Dy herë mat
- 1986: Dhe vjen një ditë
- 1986: Fillim i vështirë
- 1986: Fjalë pa fund
- 1986: Gabimi
- 1986: Guri i besës
- 1986: Kronika e atyre vitëve
- 1986: Kur hapen dyert e jetës
- 1986: Kur ndahesh nga shokët
- 1986: Një jetë më shumë
- 1986: Rrethimi i vogël
- 1986: Të shoh në sy
- 1986: Tre ditë nga një jetë
- 1987: Binarët
- 1987: Botë e padukshme
- 1987: Eja!
- 1987: Familja ime
- 1987: Këmishët me dyllë
- 1987: Në emër të lirise
- 1987: Nje viti i gjatë
- 1987: Përsëri pranverë
- 1987: Përrallë nga e kaluara
- 1987: Rrethi i kujtesës
- 1987: Tela per violinë
- 1987: Telefoni i një mëngjesi
- 1987: Vrasje në gjueti
- 1987: Zevendesi i grave
- 1988: Babai i studentit
- 1988: Bregu i ashpër
- 1988: Flutura në kabinën time
- 1988: Hetimi vazhdon
- 1988: Pesha e kohës
- 1988: Misioni përtej detit
- 1988: Nje i trete
- 1988: Pranvera s’erdhi vetëm
- 1988: Rikonstruksioni
- 1988: Sinjali i dashurise
- 1988: Stola në park
- 1988: Shkëlqim i përkohshëm
- 1988: Shpresa
- 1988: Tre vetë kapërcejnë malin
- 1988: Treni niset në shtatë pa pesë
- 1989: Arjana
- 1989: Djali elastik
- 1989: Edhe kështu, edhe ashtu
- 1989: Historiani dhe kameleonët
- 1989: Kthimi i ushtrise se vdekur
- 1989: Kush është vrasësi
- 1989: Lumi që nuk shteron
- 1989: Muri i gjalle
- 1989: Njerëz në rrymë
- 1989: Pas takimit e fundit
- 1989: Vitet e pritjes
- 1990: Balada e Kurbinit
- 1990: Fletë të bardha
- 1990: Kronike e një nate
- 1990: Ngjyrat e moshës
- 1990: Një vajzë e një djalë
- 1990: Shpella e piratëvet
- 1990: Vetmi

## Okres 1991–2000
- 1991: Enigma
- 1991: Kush e solli Doruntinen?
- 1991: Prinder te vegjel
- 1991: Vdekja e kalit
- 1992: Gjuetia e fundit
- 1992: Pas fasadës
- 1992: Vdekja e burrit
- 1993: E diela e fundit
- 1993: Qind për qind
- 1993: Zëmra e nënës
- 1994: Dashuria e fundit
- 1994: Nekrologji
- 1994: Një dite nga një jete
- 1994: Pak fresket sonte
- 1994: Përdhunuesit
- 1994: Vazhdojme me Beethovenin
- 1995: Fund i marrëzise
- 1995: Oreksi i madh
- 1995: Pllumbi prej plasteline
- 1996: Gjithe fajet i ka paraja
- 1996: Kolonel Bunker
- 1996: Tigujt e harresës
- 1997: Bolero
- 1997: Dashuri me krizma
- 1998: Dasma e Sakos
- 1998: Nata
- 1999: Funeral business
- 1999: Borxhliu
- 2000: Porta Eva
- 2000: Një baba tepër

## Okres 2001–2010
- 2001: Parullat
- 2001: Tirana, viti O
- 2003: Yllka
- 2003: Lule të kuqe, lule të zeza
- 2003: Nje dite e mrekullueshme
- 2004: I dashur armik
- 2004: Ishte koha për dashuri
- 2004: Nata pa hene
- 2005: Letra fatale
- 2005: Luleborë
- 2005: Syri magjik
- 2006: Anatema
- 2006: Gjoleka, djali i Abazit
- 2007: Busulla
- 2007: Mao Ce Dun
- 2007: Time of the Comet
- 2008: Sekretet
- 2008: Shenjtorja
- 2008: Te gjithe qajne
- 2008: Watch!
- 2009: Gjallë!
- 2009: Shqiptari
- 2009: Kronikë provinciale
- 2009: Lindje, perendim, lindje
- 2009: Ne dhe Lenini
- 2009: Para nga qielli
- 2010: Maya

## Okres 2011–2020
- 2011: Amnistia
- 2011: Ballkan pazar
- 2011: Out of touch
- 2012: Pharmakon
- 2012: Agon
- 2013: Amsterdam Express
- 2013: Ada
- 2013: Femrat
- 2014: Amaneti
- 2014: Bota
- 2014: Seven Lucky Gods
- 2015: Drejt Fundit
- 2016: Sex, Përrallë dhe Celular
- 2017: Engjejt jane larg
- 2017: Dita zë fill
- 2018: Delegacja
- 2019: Falco
- 2019: Portreti i Pambaruar
- 2019: Otwarte drzwi
- 2020: I Love Tropoja
- 2020: I Nat Ma Fal

## Okres 2021–2030
- 2021: Dwa lwy jadą do Wenecji
- 2021: Shkëlqimi dhe rënia e shokut Zylo
- 2022:  Bolero në vilën e pleqve
- 2023: Aleksander
- 2023: Këtu vallëzohet me hijet
- 2024: Kropla wody

## Seriale filmowe
- 1978: I treti
- 1981: Agimet e stinës së madhe
- 2002: Njerëz dhe fate
- 2010: Komuna e Parisit
- 2012: Në kerkim te kujt